# IC 4387
IC 4387 — галактика типу SBm () у сузір'ї Центавр.
Цей об'єкт міститься в оригінальній редакції індексного каталогу.